# 野口宣大
野口 宣大（のぐち のぶひろ、1967年8月15日 - ）は、日本の裁判官、検察官、法務官僚。東京高等裁判所判事。元法務省司法試験考査委員。

## 人物・経歴
明治大学法学部卒業後、1994年東京地方裁判所判事補任官。札幌地方裁判所判事補、東京地方裁判所判事補、法務省民事局付検事、さいたま地方裁判所判事、最高裁判所事務総局情報政策課参事官、福島地方裁判所郡山支部長等を経て、2014年東京高等検察庁検事、法務省民事局商事課長、法務省司法試験考査委員（商法）。2015年東京高等検察庁検事、法務省民事局民事第二課長、法務省司法試験考査委員（倒産法）。2017年から東京高等検察庁検事、法務省民事局総務課長を務め、相続法の改正にあたった。2019年東京高等検察庁検事、法務省大臣官房会計課長。2020年東京高等裁判所判事。2021年東京地方裁判所部総括判事。2025年福島地方裁判所長。

## 著書
- 『民事執行実務』（日本執行官連盟編集部編, 共著）日本執行官連盟 1999年
- 『新・裁判実務大系 10 破産法』（園尾隆司,中島肇編, 共著）青林書院 2000年
- 『判例Check 債権・動産担保の効力』（加藤新太郎編, 共著）新日本法規出版 2001年
- 『Q&A新しい社団・財団法人制度のポイント』（宇賀克也と共著）新日本法規出版 2006年
- 『Q&A新しい社団・財団法人の設立・運営 : 施行令・施行規則対応』（宇賀克也と共著）新日本法規出版 2007年
- 『破産法大系 第3巻』（竹下守夫, 藤田耕三編集代表, 共著）青林書院 2015年
- 『一問一答 新しい相続法 平成30年民法等（相続法）改正､遺言書保管法の解説』（堂薗幹一郎と共編著）商事法務 2019年